# Ruth Roman
Ruth Roman (ur. 22 grudnia 1922 w Lynn, zm. 9 września 1999 w Laguna Beach) – amerykańska aktorka filmowa i telewizyjna.

## Filmografia
Seriale
- 1952: The Ford Television Theatre jako Connie Wilson
- 1959: Bonanza jako Adah Isaacs Mencken
- 1963: Spotkanie z Alfredem Hitchcockiem jako Adelaide  Strain (odc. 16, sez. 1)
- 1969: Marcus Welby, lekarz medycyny jako Dr Margaret
- 1984: Napisała: Morderstwo jako Loretta Spiegel

Filmy
- 1943: Stage Door Canteen jako Dziewczyna
- 1944: Od kiedy cię nie ma jako zazdrosna dziewczyna na dworcu (niewymieniona w czołówce)
- 1946: Gilda jako dziewczyna (niewymieniona w czołówce)
- 1946: Noc w Casablance jako Dziewczyna w haremie
- 1949: Champion jako Emma Bryce
- 1949: Za lasem jako Carol
- 1951: Nieznajomi z pociągu jako Anne Morton
- 1953: Płynne złoto jako Sal Donnelly
- 1954: Daleki kraj jako Ronda Castle
- 1973: The Baby jako Pani Wadsworth
- 1983: Echoes jako Matka Michaela

## Wyróżnienia
Za rolę Emmy Bryce w filmie Champion została nominowana do nagrody Złotego Globu, a także posiada gwiazdę na Hollywoodzkiej Alei Gwiazd.